# Райхскомісаріат Кавказ

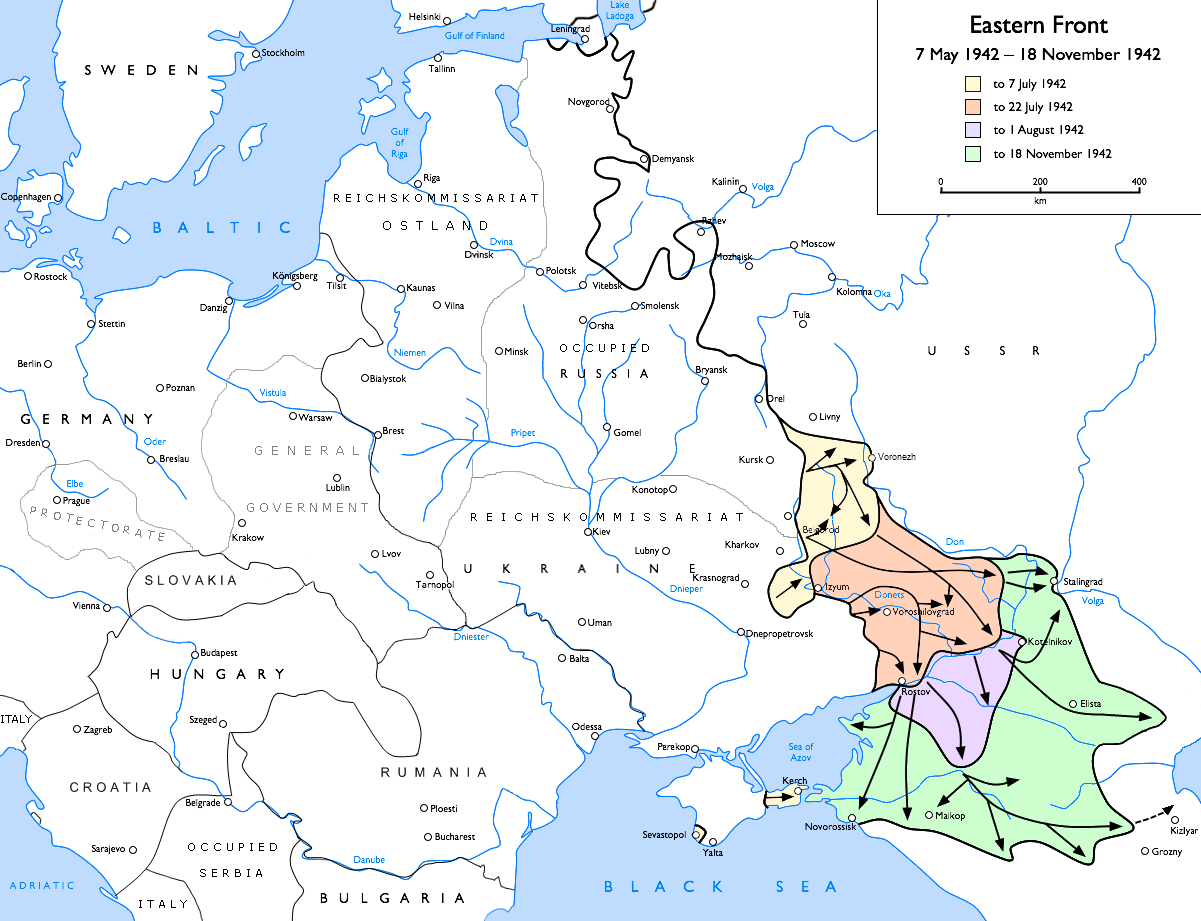
Німецький фронт на Північному Кавказі (1942)

Райхскомісаріа́т Кавка́з (нім. Reichskommissariat Kaukasien) — райхскомісаріат у складі Третього Рейху, який планувалося утворити після сподіваної перемоги Німеччини в Німецько-радянській війні.

## Підґрунтя
Відповідно до концепції Розенберга про «розкладання» радянської Росії (так за кордоном часто називали Радянський Союз), передбачалося сприяння певній самобутності різноманітних народів цього простору. З цією метою намагалися задіяти і козаків, а також християнські та мусульманські народи Кавказу, хоча вони розглядалися як «расово чужі» і тим самим не як рівні союзники. Ці  етнічні групи вважалися особливо схильними до колабораціонізму, оскільки вони сильно постраждали від більшовицького режиму. 

## Географія
Столицею передбачалося зробити Тбілісі. Територіально райхскомісаріат мав складатися з тих земель Кавказу, що на момент початку війни належали СРСР: від кордонів з  Туреччиною та Іраном на півдні до річок Дон і Волга на півночі (включаючи територію  Астраханської області). Площа райхскомісаріату Кавказ оцінювалася у 500 тис. кв. км, а населення — у 18 млн жителів
У складі райхскомісаріату планувалося створити національні утворення як автономні (вільні, в рамках райхскомісаріату) одиниці. 
Основою економіки цього краю були б видобуток нафти і сільське господарство.

## Керівництво
- Райхскомісар — Арно Шікеданц[4]
- Начальник СС і поліції райхскомісаріату Кавказ — групенфюрер СС Геррет Корземан
- Голова військової адміністрації на Кавказі — генерал Кох-гарбах

## Гаданий адміністративний поділ
Райхскомісаріат мав поділятися на сім генеральних комісаріатів з кількома спеціальними комісаріатами (нім. Sonderkommissariat) у деяких із них.

### Генеральний комісаріатГрузія
нім. Generalkommissariat Georgien
Адміністративний центр: Тбілісі
20 окружних комісаріатів (75 районів)
у тому числі:
- Спеціальний комісаріат Аджарія
- Спеціальний комісаріат Абхазія
- Спеціальний комісаріат Південна Осетія

Опорою німецької політики в Грузії повинен був стати Грузинський легіон.

### Генеральний комісаріатАзербайджан
нім. Generalkommissariat Aserbeidschan
Адміністративний центр: Баку
30 окружних комісаріатів (87 районів) включно з Нагірним Карабахом
- Спеціальний комісаріат Нахічевань

Окремим утворенням повинна була стати  Бакинська область.
Опорою німецької політики в Азербайджані мав стати Азербайджанський легіон і мусаватистський уряд.

### Генеральний комісаріатКубань
нім. Generalkommissariat Kuban
Адміністративний центр: Краснодар
30 окружних комісаріатів (83 районів), включаючи південно-західну частину Ростовської області

### Генеральний комісаріатТерек
нім. Generalkommissariat Terek
Адміністративний центр: Ставрополь
20 окружних комісаріатів (60 районів)

### Генеральний комісаріат для областей гірських народів (Гірський Кавказ)
нім. Generalkommissariat für die Gebiete der Bergvölker (Berg-Kaukasien)
Адміністративний центр: Орджонікідзе (Владикавказ)
30 окружних комісаріатів (93 районів), включаючи Кизлярську область 
- Спеціальний комісаріат Північна Осетія — адміністративний центр: Орджонікідзе - 3 окружні комісаріати (10 районів)
- Спеціальний комісаріат Дагестан — адміністративний центр: Махачкала — 10 окружних комісаріатів (32 районів)
- Спеціальний комісаріат Чечено-Інгушетія — адміністративний центр: Грозний
- Спеціальний комісаріат Кабардино-Балкарія — 5 окружних комісаріатів (15 районів)
- Спеціальний комісаріат Карачай — 2 окружні комісаріати (6 районів)
- Спеціальний комісаріат Черкесія — 1 окружний комісаріат (4 районів)
- Спеціальний комісаріат Адигея

На території комісаріату для гірських народів діяло ополчення горян Батальйон особливого призначення «Бергманн». У столиці Владикавказі почала функціонувати Націонал-соціалістична партія північнокавказьких братів, ідеологія якої поєднувала федералізм, ксенофобію та пронімецьку зовнішню політику.

### Генеральний комісаріатВірменія
нім. Generalkommissariat Armenien
Адміністративний центр: Єреван
12 окружних комісаріатів (42 районів)
Для утвердження генерального комісаріату було створено Вірменський легіон Вермахту

### Генеральний комісаріатКалмикія
нім. Generalkommissariat Kalmückien
Адміністративний центр: Астрахань
Включала територію Калмицької АРСР, Астраханської області та південно-східну частину Ростовської області.
Опорою німецької окупаційної влади в Калмикії міг стати Калмицький кавалерійський корпус.